# Comunità montana Area Lucchese
La Comunità montana Area Lucchese era una delle comunità montane della Regione Toscana.
La comunità era formata da quattro comuni, due tipicamente montani come Pescaglia e Villa Basilica e due parzialmente montani come Capannori ed il capoluogo provinciale Lucca. La popolazione complessiva è di 8 256 abitanti.
Il territorio era formato da tre diverse zone: i Monti Pisani nella parte meridionale, le Pizzorne - Tubbiano nella parte settentrionale e le Alpi Apuane nella zona nord-occidentale.
Il territorio era caratterizzato dalla presenza di numerosi edifici religiosi, in particolari delle pievi che nel Medioevo costituivano, oltre che centri religiosi, anche sedi di autorità territoriali di tipo politico e centri economici di scambio commerciale.
La Comunità montana Area Lucchese Zona N è confluita nella Comunità Montana della Mediavalle del Serchio, oggi Unione dei Comuni della Media Valle del Serchio.